# August von Hergenhahn
Carl Friedrich August Hergenhahn, seit 1883 von Hergenhahn, (* 14. März 1830 in Wiesbaden; † 7. Juli 1903 in Frankfurt am Main) war ein deutscher Jurist, Verwaltungsbeamter und Politiker.

## Leben
Hergenhahn war der älteste Sohn des nassauischen Politikers August Hergenhahn und dessen Ehefrau Pauline, geborene Sulzer.
Er wurde am 23. Oktober 1872 als Nachfolger von Guido von Madai zweiter Polizeipräsident von Frankfurt. Die Bevölkerung der 1866 von Preußen annektierten Freien Stadt Frankfurt hatte sich nur schwer mit dem Verlust der Souveränität abgefunden. Nach dem Gemeindeverfassungsgesetz für Frankfurt am Main vom 25. März 1867, war die Magistratsverfassung in Frankfurt eingeführt worden. Die Rolle des Landrates fiel dem königlichen Polizeipräsidenten zu, die städtischen Angelegenheiten wurden nach Maßgabe der preußischen Städteordnung geregelt.
Nach dem Frieden von Frankfurt erlebte die Stadt ein rasches Wachstum. Die Bevölkerung stieg innerhalb weniger Jahre von knapp 80.000 auf 100.000 Einwohner, im Wesentlichen durch den Zuzug von Industriearbeitern. Die teilweise noch aus dem Mittelalter stammenden sozialen Einrichtungen der Stadt waren dem Zuzug nicht gewachsen.
Während sein Vorgänger, trotz der Vorbehalte gegen die preußische Herrschaft, in der Bevölkerung durch seinen kooperativen Stil und die Modernisierung der veralteten Frankfurter Verwaltungsstrukturen beliebt gewesen war, gelang es Hergenhahn nicht, an diese Tradition anzuknüpfen. Wenige Monate nach seinem Amtsantritt kam es zum Frankfurter Bierkrawall am 21. April 1873. Ausgelöst durch eine Erhöhung des Bierpreises von vier Kreuzer (ein Batzen) auf 4½ Kreuzer durch die Frankfurter Brauereigaststätten formierte sich gegen 16 Uhr ein Demonstrationszug von etwa 100 Personen, der mit dem Schlachtruf „Mir wolle Batzebier“ durch die Innenstadt zog und dabei eine Spur der Verwüstung hinterließ. Die Frankfurter Polizei war mit der Situation völlig überfordert. Für eine Bevölkerung von etwa 100.000 Menschen standen nur sechs Polizeikommissare, fünf Wachtmeister und 53 Schutzleute zur Verfügung. Gegen Abend griff die Frankfurter Garnison, das Infanterie-Regiment Nr. 81, ein und schlug den Aufstand gewaltsam nieder. Dabei wurden zwanzig Personen getötet, darunter eine alte Frau und ein zehnjähriger Junge. Etwa 300 Personen wurden festgenommen, 47 davon zu teils langjährigen Zuchthausstrafen verurteilt.
Hergenhahn setzte eine Verstärkung der Frankfurter Polizei auf 120 Mann durch, darunter eine berittene Abteilung mit zehn Pferden. Seine gesamte Amtszeit war von Konflikten geprägt, beispielsweise in der Durchsetzung der Maigesetze während des Kulturkampfes 1873, und des Sozialistengesetzes 1878. Am 22. Juli 1883 kam es bei der Beerdigung des Sozialdemokraten Hugo Hiller auf dem Hauptfriedhof zum „Frankfurter Friedhofskrawall“. Eine Menge von über 200 Menschen, darunter Frauen und Kinder, gab Hiller das letzte Geleit. Die Trauergemeinde wurde von einer Einheit der Schutzpolizei überwacht. Obwohl die Behörden Ansprachen und das Tragen roter Farben verboten hatten, setzte einer der Trauergäste zu einer Rede an. Der Polizeikommissar ließ daraufhin umgehend seine Mannschaft mit gezogenem Säbel gegen die Menge vorgehen und sie zerstreuen. Es gab über zwanzig Verletzte. Aufgrund der öffentlichen Empörung, die der Vorfall auslöste, wurde der unbeherrschte Polizeikommissar vom Dienst suspendiert und einige Polizisten vor Gericht gestellt und verurteilt, aber nach kurzer Zeit begnadigt.
In den 1880er Jahren kam es zu mehreren anarchistischen Anschlägen, darunter am 30. Oktober 1883 auf das Polizeipräsidium im mittelalterlichen Clesernhof in der Nähe des Römer sowie am 13. Januar 1885 auf den Frankfurter Polizeirat Ludwig Rumpff, der in mehreren Anarchistenfällen erfolgreich ermittelt hatte. Auf Hergenhahns Initiative entstand daraufhin ein neues Polizeigefängnis in der Klapperfeldstraße und ein neues Polizeipräsidium auf der Zeil.
1883 erhob ihn der preußische König in den Adelsstand. 1885 wurde er als Frankfurter Polizeipräsident auch Landrat des neugebildeten Landkreises Frankfurt, der die bisher dem Stadtkreis Frankfurt am Main zugehörigen ehemaligen Frankfurter Landgemeinden aufnahm.
1887 ging Hergenhahn in den Ruhestand. Die Kritik an seiner Amtsführung sowie die mühsamen, den eigenen Ansprüchen nicht genügenden Fortschritte in der Modernisierung der Frankfurter Polizei hatten seine Gesundheit belastet. Von 1889 bis 1891 war er Mitglied des preußischen Landtages.
Hergenhahn war zweimal verheiratet: Aus seiner am 23. September 1858 geschlossenen Ehe mit Euphemia Fritze (1834–1875) entstammten zwei Töchter, Pauline (* 1861) und Maria-Luise (* 1863), die den Politiker Henry Oswalt heiratete. Am 28. Juli 1877 heiratete er Bertha Johanna Hohenemser (1838–1916).